# Aeroporto Internacional Príncipe Mohammad Bin Abdulaziz
O Aeroporto Internacional Príncipe Mohammad Bin Abdulaziz ou Aeroporto Príncipe Mohammad (IATA: MED, ICAO: OEMA) é um aeroporto regional ao oeste da cidade saudita de Medina. Inaugurado em 1972, atende principalmente voos domésticos, ainda conta com uns poucos voos internacionais regulares a destinos regionais como Cairo, Damasco, e Istambul. Também atende voos charter internacionais durante o Hajj. É o quarto maior aeroporto da Arábia Saudita, atendeu mais de 5 milhões de passageiros em 2013.